# 스키티아
스키티아(고대 그리스어: Σκυθία)는 기원전 6세기에서 3세기 사이에 폰토스-카스피해 스텝 지대에서 스키타이인들에 의해 만들어진 왕국이다.

## 이름
고대 앗시리아의 왕이었던 에사르하돈(재위 B.C.681~669)의 연대기를 기록한 설형문자 점토판에는 '아슈구(쿠)자이(Ashg[k]uzai)'라고 나오며, 기원전 7세기 이후 스키타이와 교역했던 고대 그리스인들이 처음으로 그들을 스키타이, 혹은 스키테스(Skythes)라고 불렀다. 스키타이인들은 스스로를 '스콜로텐(Skoloten)' 또는 '슈크(Shk)'라고 칭했는데, 앗시리아나 그리스인들의 지칭도 이들 단어에서 유래한 것으로 보인다.

## 연원
스키티아의 역사는 고대 그리스의 역사가 헤로도토스의 《역사》에 다음과 같은 두 가지의 전설이 기록되어 있다. 하나는 태양의 신인 아버지 제우스와 어머니 보리스테네스의 아들인 타르기타오스에 관한 것이다. 보리스테네스는 강 이름이다. 지금의 드네프르강이다. 다른 하나는 헤라클레스가 드네프르 강 연안의 힐라에아 숲에 살던 뱀 여인에게서 얻은 자식들 가운데 셋째 아들인 스키테스에 관한 것이다. 양자의 공통점은 시조의 출현이 드네프르 강과 관련이 있다는 것에 있다. 한편 구약성서에는 선지자 예레미야가 그들을 활과 창을 잡고 말을 탄 채로 줄지어 엄습하는 잔인한 북방민족으로 묘사한 기록이 있다.

## 같이 보기
- 스키타이족